# Dig (canción de Incubus)
«Dig» es el segundo sencillo del sexto álbum Light Grenades (2006), de la banda estadounidense de rock alternativo Incubus, que se posicionó en n.º 4 en la lista Modern Rock Tracks y tuvo una gran recepción en emisoras de radio de rock alternativo, tal como KROQ. También se convirtió en un éxito en la lista Adult Top 40, posicionándose en el nº17. 

## Vídeo musical
La banda realizó una inusual elección en la que sus fanes les ayudarían a crear el vídeo musical para la canción, mediante un concurso llamado "I Dig Incubus", con la posibilidad de que el video ganador se usara como la versión oficial. Los 5 finalistas fueron anunciados el 1 de febrero de 2007, luego los fanes elegirían, mediante una votación, al ganador.
Los 5 videos finalistas, sin orden en particular:
- Ramon Boutviseth
- Derry Schwantner
- Carlos "Kaamuz" Oliveira
- Matt Ryan
- Justin Hanna

El ganador fue Kaamuz con su animación del video y de la banda. El video ganador fue anunciado en el sitio web. Ramon Boutviseth fue el subcampeón y, por tanto, ganó el Gran Premio. 
El 27 de marzo de 2007, el video de Kaamuz estuvo disponible para ser visto en Yahoo! Music. El vídeo final fue editado con escenas de la banda tocando la canción. El vídeo de la banda tocando esta canción fue emitido en el canal canadiense MuchLoud.